# NGC 2807A
NGC 2807A is een lensvormig sterrenstelsel in het sterrenbeeld Kreeft. Het hemelobject werd op 17 februari 1863 ontdekt door de Duits-Deense astronoom Heinrich Louis d'Arrest.

## Synoniemen
- MCG 3-24-30
- PGC 26212